# À Tout le Monde
À Tout le Monde (franz. für „An die ganze Welt“) ist ein Lied der US-amerikanischen Heavy-Metal-Band Megadeth, das als zweite und letzte Single aus dem sechsten Studioalbum Youthanasia (1994) ausgekoppelt wurde. Der Song wurde 2007 in veränderter Form unter dem Titel À Tout le Monde (Set Me Free) auf dem Album United Abominations neuveröffentlicht.

## Entstehung und Veröffentlichung
Text und Musik von À Tout le Monde wurden gemeinschaftlich von Dave Mustaine, Dave Ellefson, Marty Friedman und Nick Menza verfasst. Hauptkomponist Dave Mustaine bezeichnete das Lied später als eines seiner schönsten (one of the most beautiful songs I’ve ever written). Es sei nach einem Traum entstanden, in dem ihm seine verstorbene Mutter erschien. Der Text des Liedes beziehe sich auf ein Zwiegespräch beider und habe daher nichts – wie häufig angenommen – mit Selbstmord zu tun. Die Bezeichnung des Liedes leitet sich von seinem Refrain à tout le monde, à tout mes amis, je vous aime, je dois partir (zu Deutsch: „an die ganze Welt, an all meine Freunde, ich liebe euch, ich muss gehen“) ab.
Das Lied war zunächst nur Bestandteil des sechsten Studioalbums Youthanasia, wurde 1994 jedoch auch als Single ausgekoppelt. Auf den Kompilationen Capitol Punishment: The Megadeth Years, Greatest Hits: Back to the Start, Warchest sowie Anthology: Set the World Afire ist es ebenfalls enthalten. 2004 erschien es im Rahmen der Wiederveröffentlichung von Youthanasia in überarbeiteter Form.
Im Jahr 2007 nahm Megadeth in der Besetzung Dave Mustaine (Gesang), Glen Drover (Gitarre), Shawn Drover (Schlagzeug), James LoMenzo (Bass) zusammen mit der Gastsängerin Cristina Scabbia von der italienischen Gothic-Metal-Band Lacuna Coil das Lied neu auf. Diese Duettversion mit dem Titel À Tout le Monde (Set Me Free) erschien im elften Studioalbum United Abominations.
À Tout le Monde konnte sich nicht in den regulären Hitlisten platzieren.

## Kontroverse um den Liedtext
Nachdem der Text des Liedes fälschlicherweise als Aufforderung zum Selbstmord gedeutet wurde, erläuterte Mustaine in seiner Autobiographie die Umstände, die aus seiner Sicht zu dieser Missinterpretation geführt hatten:

„Am Tag der Albumveröffentlichung hatten wir das Stück live im Rahmen ihrer [MTV-]Sondersendung "Night of the Living Megadeth" über den Äther laufen lassen. Während einer Pause brachte ich die Setlist durcheinander, was dazu führte, dass ich fälschlicherweise "Skin o' My Teeth" ansagte, und zwar mit folgenden Worten: "Das folgende Stück handelt davon, wie oft ich mich schon beinahe selbst umgebracht habe." Tat es natürlich nicht, weil wir eigentlich "A Tout Le Monde" spielen wollten. Dieser Song hatte nur insofern etwas mit der gleichen Thematik zu tun, als  sein Text sich ums Sterben und den Umgang mit dem Tod drehte. Ich hatte nun die Wahl, meine Ansage zu korrigieren oder einfach wie geplant "A Tout Le Monde" anzustimmen. Die Reihenfolge ändern und eben mit "Skin o' My Teeth" weitermachen konnten wir nicht, da die Show direkt übertragen wurde und die anderen sich auf "A Tout Le Monde" eingestellt hatten. Also spielten wir es auch und hatten im Nachhinein den Salat, was man eigentlich gleich hätte ahnen können.“

Am 13. September 2006 lief der Schüler Kimveer Gill am Davson College im kanadischen Montreal Amok, an dessen Ende er sich selbst das Leben nahm. Gill bezeichnete sich zuvor in seinem Interblog als Fan von Megadeth und nahm vor seinem Amoklauf vielfach Bezug auf À Tout le Monde. Der kondolierende Mustaine stellte daraufhin richtig, dass das Lied von Gill missverstanden worden sei.